# Boomerang (klädmärke)
Boomerang är ett svenskt klädmärke. Företaget som saluför märket har samma namn och startades år 1976 av Kenneth Andram och Peter Wilton. Boomerang ägs idag av Tisenhult-gruppen AB.

## Historia
Boomerang AB jämte dotterbolagen Boomerang International AB och Boomerang Retail AB försattes i konkurs den 4 januari 2018 och butikerna upphörde. 
Varumärket räddades dock och lever idag vidare med egen produktion och försäljning via sin webbplats och detaljhandlare.  Tidigare såldes kläder under varumärket Boomerang i sju Europeiska länder via återförsäljare och de nitton egna butikerna.